# Ole Richter
Ole (Jørgensen) Richter (født 23. maj 1829, Inderøy, død 15. juni 1888, Stockholm) var en norsk statsmand.

## Liv og gerning
Han tog "norsk" juridisk eksamen 1847, forberedte sig derefter under et to års ophold hos en farbroder i Danmark til Examen artium, som han bestod 1849, og tog 1852 juridisk embedseksamen, alle med bedste karakter. 1853—55 var han konstitueret sorenskriver i Stjør- og Værdalen, fik 1858 bevilling som overretssagfører og autoriseredes 1861 som Højesteretsadvokat, hvorefter han bosatte sig som ejendomsmand på sin fødegaard Rostad, der i umindelige tider havde været i hans mødreneslægts eje.
Ligesom Johan Sverdrup og Johannes Steen havde han tidlig gjort politikken til genstand for et særligt studium og var bestemt på at kaste sig aktivt ind i sit fædrelands politiske liv; europæisk overblik vandt han ved et langvarigt ophold i England og Frankrig (1855—56), hvor han navnlig satte sig ind i disse landes retsvæsen, og ved fornyede udenlandsrejser 1860. Han lagde da også for dagen betydelig politisk indsigt, allerede fra han 1849 begyndte som journalist i det af Ditmar Meidell grundlagte vittighedsblad "Krydseren".
Da han 1856—59 stod som medredaktør ved dettes fortsættelse "Aftenbladet", gjorde han det hurtig til selvskrevet organ for den moderate politiske opposition i og udenfor Stortinget; hans politiske artikler havde en sagkundskab og en rammende tyngde, som straks gav dem anseelse og autoritet. Efter at han havde nedsat sig i sin hjembygd, blev han en ledende mand i dens offentlige liv, og ved første forefaldende Stortingsvalg stillede han sig selv til valg, ligesom Johannes Steen 3 år før havde gjort på Tromsø; han blev også valgt og repræsenterede nu Nordre Trondhjems Amt på alle Storting 1862—76.

### Politisk virke
Allerede på det første Storting, hvor han mødte, vakte han opsigt (som en djærv, slagfærdig og grundig debattant, navnlig ved den uforfærdethed, hvormed han optrådte mod den konservative fører A.M. Schweigaards ofte anmassende færd, og lige fra begyndelsen blev han anerkendt som en af oppositionens første mænd. Yderligtgående demokrat var han dog ikke; han ville bygge landets fremtid på det industrielle og jordbrugende ejendomsaristokrati, og betegnende for hans opfattelse var hans lovforslag fra 1862 om en overordentlig stærk begunstigelse af den ældste søn ved overtagelsen af faderens gård, et forslag, som dog kun i meget afsvækket form gik igennem.
Han så sit politiske ideal i den rolig afvejede engelske parlamentarisme, og han søgte at skabe et tillidsfuldt og hensynsfuldt samarbejde mellem Storting og regering, bygget på liberale principper. Han kunde derfor ikke altid gå sammen imed den mere vidtgående demokratiske opposition, som lededes af Sverdrup, og skilte ved flere lejligheder sin sag fra den; sammen med den senere statsråd Ludvig Daae stod han i spidsen for den såkaldte "intelligente opposition", som søgte at hævde sig som et mæglende centrumsparti i Stortinget.
Hans fremskudte stilling viste sig i, at han fra 1871—76 var præsident i Odelstinget og 1877—78 præsident i Lagtinget, og han var samtidig formand i et par af Stortingets vigtigste komiteer. Han lagde meget arbejde på at fremme indførelsen af juryvæsenet; han arbejdede for fuld religionsfrihed, for årlige Storting, for statsrådernes deltagelse i Stortingets forhandlinger; han forfægtede Norges selvstændighedskrav i Unionen, men var samtidig ivrig skandinav og talte blandt andet i 1864 for Norges og Sveriges Indgriben i den dansk-tyske krig.
Som formand i Justitskomiteen Nr 2 havde han hovedfortjenesten af den reviderede kriminallov af 1874, og hans initiativ 1866 fremskyndede i høj grad anlægget af jernbanen Oslo—Trondhjem. Det blev imidlertid et stærkere og stærkere ønske hos ham at træde for en tid uden for det offentlige liv; Regeringens lidet imødekommende holdning over for Stortinget, særlig ved sanktions-nægtelsen i Statsrådssagen, havde drevet ham til at gå med på det mistillidsvotum af 1872, som blev udgangspunktet for den følgende tids partideling i Venstre og Højre, og han syntes sig henved bragt i en stilling, tsom ikke i sandhed svarede til hans parlamentariske opfatning. Han kunde mindre og mindre samarbejde med Sverdrup, som han kom i modsætning til i en række sager.

### Statsminister i Stockholm
Han havde 1872—76 været sorenskriver i Nordfjord, hvilket embede han dog på grund af sine offentlige hverv aldrig kom til at overtage (det bestyredes den længste tid af den senere statsminister Otto Blehr), og fra 1876 var han byfoged i Trondhjem, hvilken by han repræsenterede på Stortingene 1877—78. Men 1878 lod han sig udnævne til Norges og Sveriges generalkonsul i London og var dermed ude af norsk politik, indtil Rigsretten 1884 havde fastslået Stortingets sejr i den konstitutionelle strid. Han deltog nu i arbejdet for at danne et Kompromisministerium med anerkendelse af den således frembragte situation, og efter at dette var mislykkedes, trådte han som statsminister i Stockholm’ ind i Sverdrup’s Venstreministerium af 26. Juni 1S84.
Hans stilling var vanskelig, da hans venstresind ikke regnedes for utvivlsomt; desuden var hans helbred svækket, så at han endog sommeren 1885 indgav sin afskedsansøgning, som han dog til sidst, særlig paavirket af kong Oscar, atter tog tilhage. De vanskeligheder, han herunder voldte sin regeringschef, skabte megen mistro og et temmelig spændt forhold mellem dem, og også andre konflikter, samtidig og senere, tog stærkt på hans nervøse sind. Som statsminister i Stockholm havde han haft at føre unionelle forhandlinger med den svenske regering, efter at den svenske rigsdag i marts 1886 havde vedtaget en ensidig ændring af de diplomatiske sagers behandling, og resultatet blev protokollen af 15. maj 1885, hvorefter vistnok Norges sideordnede medrådighed i disse sager skulle gennemføres, men dog selve udenrigsministerens stilling som svensk minister kunne tolkes som retsmæssig fastslået.
Richter havde ment herved at handle i overensstemmelse med sin regeringschef, medens denne kun havde villet lade den faktiske tilstand i så henseende urørt. Modsætningen øgedes ved, at Richter stemte
mod fremsættelsen af lovforslaget om kirkelige menighedsråd, og da dette forslag i 1887 var blevet forkastet af Odelstinget med overvældende flertal, sluttede han sig efter nogen vaklen til den fraktion, som mente, at nederlaget burde have følger for regeringens sammensætning. Han fandt det derfor urigtigt, at netop de statsråder, som havde været mod kirkelovforslaget, i februar 1888 blev drevne ud og erstattede med mænd, som ikke kunne hidføre hele Venstres samling om regeringen, og det var kun med overvindelse, at han af loyalitet mod den gamle høvding lod sig bevæge til tat blive stående i regeringen.
Da Venstres splittelse ved denne krise var blevet åbenbar, og regeringen blev stående tilbage med et forsvindende mindretal i Stortinget, hvad der førte til det ene nederlag efter det andet i voteringerne, forlangte Richter hele ministeriets afgang i overensstemmelse med selve dets parlamentariske idé, og da han heri ingen tilslutning fik, søgte han udvej fra en situation, som syntes ham mere og mere uholdbar. Han ville fremtvinge en krise ved selv at forlange sin afsked den 7. maj 1888, men tog sin beslutning tilbage allerede få dage efter. Da så Bjørnstjerne Bjørnson den 23. maj offentlig oplyste, at R. over for ham havde beskyldt Sverdrup for usand Fremstilling af deres Forhold til 15. Maj-Protokollen, blev det Sverdrups Tur til at forlange Richarts afsked, og denne blev indvilget i statsrådet den 6. juni samme år.

### Selvmord
Richter fandt herved hele sin politiske stilling kompromitteret, og alle partier slog hånden af ham. Det fortaltes, at han nu skulle udnævnes til Norges og Sveriges gesandt i London, og i den svenske presse rettedes i den anledning voldsomme angreb på ham; men nogen sådan udnævnelse blev der intet af, thi den 15. juni fandtes han død for egen hånd i ministerhotellet i Stockholm. Denne udgang vakte den voldsomste bevægelse i den norske almenhed, og idet hans selvmord underlagdes politiske motiver, rejste der sig i pressen og på folkemøder en bitter strid om, hvor årsagerne var at søge. På den ene side slyngedes beskyldningen ud mod Johan Sverdrup, som mentes navnlig med hensyn til 15. Maj-protokollen at have gjort sig skyldig i løftebrud over for Richter og ogsaa på anden måde at have gjort ham livet uudholdeligt.
På den anden side anklagedes Bjørnson, som for at angribe Sverdrups politik havde offentliggjort Richters meddelelse om det nævnte løftebrud og derved tilsyneladende bragt ham i uoverensstemmelse med sig selv, idet han i febr 1888 offentlig havde erklæret Sverdrups vedbliven som ministerchef nødvendig. Striden bidrog ikke så lidt til at tilspidse partimodsætningerne, navnlig mellem de to Venstrefraktioner; den førtes i alle landets blade hele sommeren 1888 og blussede atter op i begyndelsen af 1889, indtil den foreløbig afsluttedes med en udredning af Bjørnson i september 1890. Ifølge digterens egen erkendelse er Richters tragedie grundlaget for den dramatiske fremstilling i Bjørnsons skuespil "Paul Lange og Tora Parsberg" (1898), og dettes opførelse på Nationalteatret i Oslo efteråret 1901 gav anledning til en ny avisfejde, hvorunder Sverdrups børn truede med sagsanlæg mod forfatteren, hvad de dog senere frafaldt som ufornødent over for de offentlig fremdragne oplysninger.